# Kostel svatého Barnabáše (Těšany)
Římskokatolický kostel svatého Barnabáše v obci Těšany v okrese Brno-venkov byl vystavěn v letech 1896–1897. Byl památkově chráněn, ovšem v roce 2020 Ministerstvo kultury České republiky rozhodlo, že zápis objektu do státního seznamu kulturních památek z roku 1989 proběhl opožděně, takže památková ochrana skončila 31. prosince 1987.
Je farním kostelem těšanské farnosti.

## Historie
Počátek budování kostela je spojen s léty 1896–1897. Do této doby kostel v Těšanech nebyl, stála zde pouze malá kaplička sloužící zároveň jako zvonice, kterou těšanští vystavěli po zničujícím požáru, jenž v obci vypukl 11. června 1697 v den sv. Barnabáše.
Stavba kostela byla povolena roku 1896 a o rok později dokončena. Kostel byl slavnostně vysvěcen 12. 6. 1906 a zasvěcen svatému Barnabáši – patronu a ochránci před ničivými požáry, které v minulosti sužovaly obec.
Větší oprava proběhla v letech 1991–1993. Roku 1999 proběhla celá rekonstrukce střechy a věže.

## Popis
Těšanský chrám je jednolodní s věží v ose průčelí, má členitý půdorys a po stranách symetrické přístavky. Zvony jsou zasvěceny svatému Barnabáši (roku 1959), Svaté rodině (roku 1955) a svatému Janu Křtiteli (z roku 1956).